# Estación de Servicio Repsol-Foster
La Estación de servicio Repsol-Foster fue diseñada en 1997 por el arquitecto Norman Foster para la empresa Repsol, en el proyecto de renovación de gasolineras de la petrolera.
Lo primero que destaca de estas construcciones son las pirámides invertidas que sirven de techo en la zona de repostaje, estructuras realizadas en acero galvanizado, las cuales reposan sobre columnas a diferentes alturas decoradas con los colores corporativos de la empresa. Convirtiéndose estas en emblemas corporativos que llaman la atención del consumidor.

## Características
La idea de estas estaciones es que su impacto ambiental sea mínimo y que por su distribución modular se pudieran adaptar fácilmente a las condiciones de cualquier locación.
La base cuadrada de las pirámides ostenta unas dimensiones de 11,20 x 11,20 metros, las cuales cubren los surtidores de combustible sustituyendo las tradicionales marquesinas.
De igual forma se tomó en cuenta el diseño de todos los elementos como surtidores, pistolas de combustible, papeleras, etcétera para que estos se integraran de forma armónica en la experiencia del repostaje.